# Wincenty Spaltenstein
Wincenty Spaltenstein, ps. Węgliński (ur. 18 stycznia 1888 w Byszowie, zm. 2 stycznia 1958 w Chorzowie) – polski prawnik, polityk, działacz społeczny i sportowy, burmistrz Królewskiej Huty, pierwszy prezydent Chorzowa oraz prezydent Gliwic (stanowisko pełnił używając nazwiska Szpaltowski).

## Życiorys
Syn Juliana, stolarza i właściciela ziemi w Tartakowie, oraz Krystyny z d. Lipiec. Przodkowie byli niemieckimi osadnikami, którzy ulegli spolonizowaniu. Oprócz Wincentego, Spaltensteinowie mieli jeszcze pięcioro dzieci – synów: Alojzego, Józefa, Michała oraz córki: Franciszkę i Marię.

### Wczesne lata
Uczęszczał do III Gimnazjum im. Franciszka Józefa we Lwowie, gdzie w 1909 r. zdał egzamin dojrzałości. Następnie w latach 1909–1914 kontynuował naukę na Wydziale Prawa Uniwersytetu Lwowskiego, uzyskując absolutorium i zdając jednocześnie egzaminy państwowe z zakresu prawa i nauk politycznych. Jeszcze jako student odbył praktyki w dziale rachunkowym Magistratu Lwowa. W maju 1914 r. rozpoczął przygotowawczą pracę sędziowską, którą kontynuował już jako sędzia m.in. w Przemyślu (od 1914 r.), Buczaczu (od 1919 r.), w Sądzie Okręgowym we Lwowie (1920 r.) i ponownie w Buczaczu. W kwietniu 1921 r. na polecenie Departamentu Sprawiedliwości Ministerstwa byłej Dzielnicy Pruskiej rozpoczął pracę kolejno w Sądzie Powiatowym w Poznaniu, w prokuraturze w Grudziądzu oraz w Sądzie Grodzkim w Środzie Wielkopolskiej.

## Działalność na Górnym Śląsku

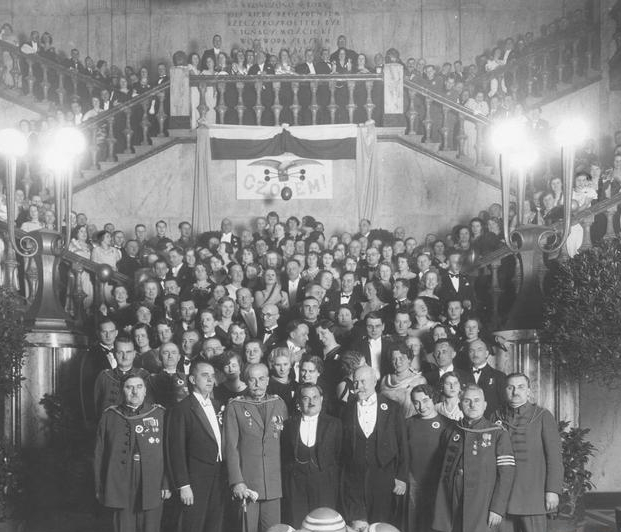
Od lewej prezydent Królewskiej Huty Wincenty Spaltenstein, prezydent Katowic Adam Kocur na fotografii grupowej wraz z członkami śląskiego Sokoła w holu Sejmu śląskiego w 1934.

### Dwudziestolecie międzywojenne
22 czerwca 1922 r. został skierowany do Królewskiej Huty, aby podjąć pracę sędziego w Sądzie Grodzkim. Oprócz pracy zawodowej, zaangażował się także w lokalną politykę oraz działalność społeczną. M.in. uczestniczył w zjeździe katolików śląskich, który odbył się w dniach 8-10 października 1922 r. w Królewskiej Hucie, a także wstąpił do miejscowego oddziału Narodowej Partii Robotniczej (NPR). Było to prawicowe ugrupowanie robotnicze, które posiadało dość znaczne wpływy w środowisku polskim na Górnym Śląsku, zrzeszało wpływowych polityków lokalnych, m.in. Józefa Rymera i Pawła Dubiela. Z poparciem NPR już 30 grudnia 1924 r. został wybrany na drugiego burmistrza Królewskiej Huty (jako zastępca burmistrza Pawła Dombka). Urzędowanie rozpoczął 29 lipca 1925 r.
Po nieoczekiwanej śmierci Pawła Dombka (11 października 1925 r.), dotychczasowego burmistrza Królewskiej Huty, najwyższy urząd zdecydowano się powierzyć jego zastępcy. Dnia 16 grudnia 1925 r. Wincenty Spaltenstein został wybrany na pierwszego burmistrza. Urząd sprawował nieprzerwanie aż do 1 stycznia 1935 r.
W okresie rządów Spaltensteina nastąpił znaczny rozwój społeczno-gospodarczy Królewskiej Huty, m.in. przebudowano Ratusz, powstał kompleks obiektów sportowych (Stadion Wychowania Fizycznego i Przysposobienia Wojskowego, późniejszy kompleks AKS), wybudowano koszary, Dom Ludowy, rozbudowano rzeźnię miejską, ufundowano pomnik Powstańca Śląskiego. Zainicjował założenie Komitetu Inteligencji Pracującej dla Niesienia Pomocy Bezrobotnym (18 stycznia 1926 r.), wydał także okólnik (21 grudnia 1926 r.) na temat przeprowadzenia egzaminów z języka polskiego wśród urzędników komunalnych (co wywołało protest radnych niemieckich). W lipcu 1934 r., jeszcze za urzędowania Spaltensteina, doszło do połączenia Królewskiej Huty, Chorzowa, Maciejkowic i Wielkich Hajduk w jeden organizm miejski. Zmieniono nazwę miasta na Chorzów oraz nadano nowy herb.
Lata 30. przyniosły znaczne pogorszenie stosunków Spaltensteina z sanacją, m.in. w 1931 r. popadł w konflikt z generalną Federacją Pracy oraz Narodowym Chrześcijańskim Zjednoczeniem Pracy na tle polityki zatrudnieniowej w sektorze miejskim, nie szczędził też słów ostrej krytyki władzom wojewódzkim podczas wielu konferencji Związku Gmin Województwa Śląskiego w sprawach bezrobocia. W wyniku głośnej krytyki władz oraz rozgrywek politycznych (konflikt między ugrupowaniami sanacyjnymi a NPR), u schyłku 1934 r. zmuszony został do rezygnacji z urzędu. Jego miejsce zajął mający poparcie wojewody Michała Grażyńskiego dotychczasowy marszałek Sejmu Śląskiego – Karol Grzesik.
Z dniem 1 stycznia 1935 r. Wincenty Spaltenstein przeszedł na emeryturę państwową, jednakże nie porzucił pracy zawodowej. Do wybuchu II wojny światowej prowadził własną kancelarię adwokacką w Chorzowie.

### II wojna światowa
Okupacja niemiecka ciężko doświadczyła Wincentego Spaltensteina, podobnie jak innych chorzowskich polityków, działaczy społecznych i uczestników powstań śląskich. Po powrocie do Chorzowa w październiku 1939 r. (po wybuchu wojny wyjechał wraz z rodziną do powiatu miechowskiego), Spaltenstein był przesłuchiwany, szykanowany, zarekwirowano jego dom, a następnie 24 maja 1940 r. został aresztowany przez gestapo i osadzony kolejno w obozach koncentracyjnych: Dachau, Sachsenhausen, Hamburg-Neuengamme oraz ponownie w Dachau. Zwolniony został 25 października 1941 r..
Po zwolnieniu aż do zakończenia wojny mieszkał w Częstochowie, gdzie pracował jako urzędnik w Wodociągach Miejskich. Nawiązał współpracę z Polskim Państwem Podziemnym, działał także w Delegaturze Rządu Polskiego w Londynie na Okręg Śląski (najpierw jako zastępca, a od 7 czerwca 1944 r. p.o. Delegata), a także był komisarycznym zarządcą Biura Ziem Nowych.

### Lata powojenne
Powrócił do Chorzowa w styczniu 1945 r. Na polecenie władz (wicewojewody Jerzego Ziętka) zajął się organizowaniem samorządu na Opolszczyźnie, a następnie (na polecenie wojewody Aleksandra Zawadzkiego) oddelegowany został do tworzenia administracji w Gliwicach, gdzie 17 marca 1945 r. objął stanowisko prezydenta Gliwic. Jednakże już 10 września zrezygnował z urzędu na własną prośbę.
W 1946 r. podjął próbę powrotu do działalności politycznej, m.in. przewodniczył zebraniu organizacyjno-założycielskiemu Stronnictwa Pracy w Chorzowie. Nadal pracował zawodowo, w 1947 r. został radcą prawnym Bytomskiego Zjednoczenia w kopalni „Barbara-Chorzów”. natomiast do 1953 r. pracował w chorzowskim zespole adwokackim.
Do śmierci zamieszkiwał przy ulicy Drzymały w Chorzowie. Zmarł 2 stycznia 1958 r., pochowany został na cmentarzu parafii św. Jadwigi w Chorzowie.

### Działalność społeczna
Wincenty Spaltenstein prowadził także szeroką działalność społeczną, inicjując oraz udzielając się w szeregu towarzystw, komitetów oraz organizacji. Wiele z nich wynikało z pełnionych obowiązków zawodowych, przekonań politycznych, a także zamiłowań sportowych. Udzielał się m.in. w następujących organizacjach:

- zastępca skarbnika głównego Rady Naczelnej Drużyn Bartoszowych we Lwowie (od 1 października 1912 r.)
- komisarz Chorągwi Lwowskiej (1912–1913)
- instruktor wojskowy Rady Chorągwi Kołomyjskiej (od 7 maja 1914 r.)
- członek Czytelni Akademickiej Bratniej Pomocy (Uniwersytet Lwowski)
- komendant Miejskiej Straży Obywatelskiej w Buczaczu (1919–1920)
- kierował pracami Powiatowej Komisji Szkód Wojennych w Buczaczu
- wiceprzewodniczący zarządu Komitetu Inteligencji Pracującej dla Niesienia Pomocy Bezrobotnym w Królewskiej Hucie (od 28 stycznia 1926 r., jako współzałożyciel)
- prezes kółka Towarzystwa Czytelni Ludowych w Królewskiej Hucie
- członek władz Towarzystwa Gimnastycznego Sokół w Królewskiej Hucie (jako prezes gniazda w latach 1926-1939, członek Przewodnictwa Dzielnicy Śląskiej oraz wiceprzewodniczący Rady Dzielnicowej)
- prezes Towarzystwa Przyjaciół Teatru Polskiego
- kierownik Miejskiego Komitetu Wychowania Fizycznego i Przysposobienia Wojskowego w Królewskiej Hucie
- prezes Klubu Sportowego Stadion Królewska Huta
- przewodniczący Komitetu Budowy Domu Ludowego w Królewskiej Hucie
- członek Związku Obrony Kresów Zachodnich
- członek Zarządu Kasyna Polskiego
- przewodniczący Koła Przyjaciół Harcerzy (Królewska Huta)
- wiceprezes Rady Nadzorczej Towarzystwa Akcyjnego Królewskohuckiej Gazowni
- współudziałowiec spółki Drukarnia Narodowa Zakłady Graficzne i Wydawnicze
- prezes Rady Diecezjalnej i Diecezjalnego Instytutu Akcji Katolickiej w Katowicach (powołany 12 stycznia 1934 r. przez bp. Stanisława Adamskiego
- pierwszy wiceprezes Narodowej Partii Robotniczej (wybrany 16 grudnia 1934 r.)
- zastępca Delegata Rządu Polskiego w Londynie na Okręg Śląski (od 7 czerwca 1944 r. p.o. Delegata)
- komisaryczny zarządca Biura Ziem Nowych (działalność podziemna
- współzałożyciel oddziału Stronnictwa Pracy w Chorzowie (styczeń 1946 r.)

### Wspomnienia
Podczas pobytu w Częstochowie, Wincenty Spaltenstein z pomocą Edwarda Hankego spisał swoje wspomnienia z pobytu w obozach koncentracyjnych. Książka nosi tytuł Dachau – Oranienburg – Neuengamme. Rok 1940–1941.

## Ordery i odznaczenia
- Złoty Krzyż Zasługi (18 marca 1932)[14]